# Capital Dock
Capital Dock es un edificio de uso mixto de 22 pisos en el cruce de Sir John Rogerson's Quay y Britain Quay en Dublín. Fue desarrollado por Kennedy Wilson, terminando la construcción en 2018 tras la adquisición de la parcela en 2012. Una vez finalizada, la torre de 79 metros se convirtió en el edificio más alto de la República de Irlanda y el tercero más alto de la isla de Irlanda. El edificio cuenta con oficinas de las empresas Fresh, BrewDog, Freshii y Art of Coffee.

## Historia
El edificio fue desarrollado en una empresa conjunta con la Agencia Nacional de Gestión de Activos (NAMA) en la parcela de la frustrada Torre U2. Los cimientos de hormigón, así como tres pisos por debajo del nivel de la calle y uno por encima del nivel, se habían completado antes de que fuera cancelada.
En 2012, Kennedy Wilson adquirió dicha parcela y el desarrollo comenzó a fines de 2014. En diciembre de 2017, Kennedy Wilson firmó un contrato de arrendamiento de 20 años con Indeed para ocupar por completo los edificios 100 y 300 Capital Dock.